# Mostek v Dolní Libochové
Silniční most překlenuje vodní tok Libochovka na katastrálním území Dolní Libochová v okrese Žďár nad Sázavou. Jde o jednoobloukový kamenný, který byl zapsán do Ústředního seznamu kulturních památek České republiky.

## Popis
Silniční most byl postaven v 19. století nad potokem Libochovka u vodní výpusti Dolnolibochovského rybníka, je součástí tělesa sypané hráze a umožňuje přepad vody z rybníka. Před mostem je stavidlo o pěti polích.
Mostek o jednom oblouku s rozpětím deset metrů má klenbu z lomového kamene. Celková délka mostku je dvanáct metrů a šířka tři metry. Ve vrcholu je jen 0,75 m vysoký. Opěrné stěny jsou postaveny z opracovaných kamenných kvádrů. Režné zdivo je spárované. Vozovka na mostek mírně stoupá a po překonání vrcholu klesá. Silnice vedoucí přes mostek kolmo navazuje na hlavní silnici III/36044.

## Galerie

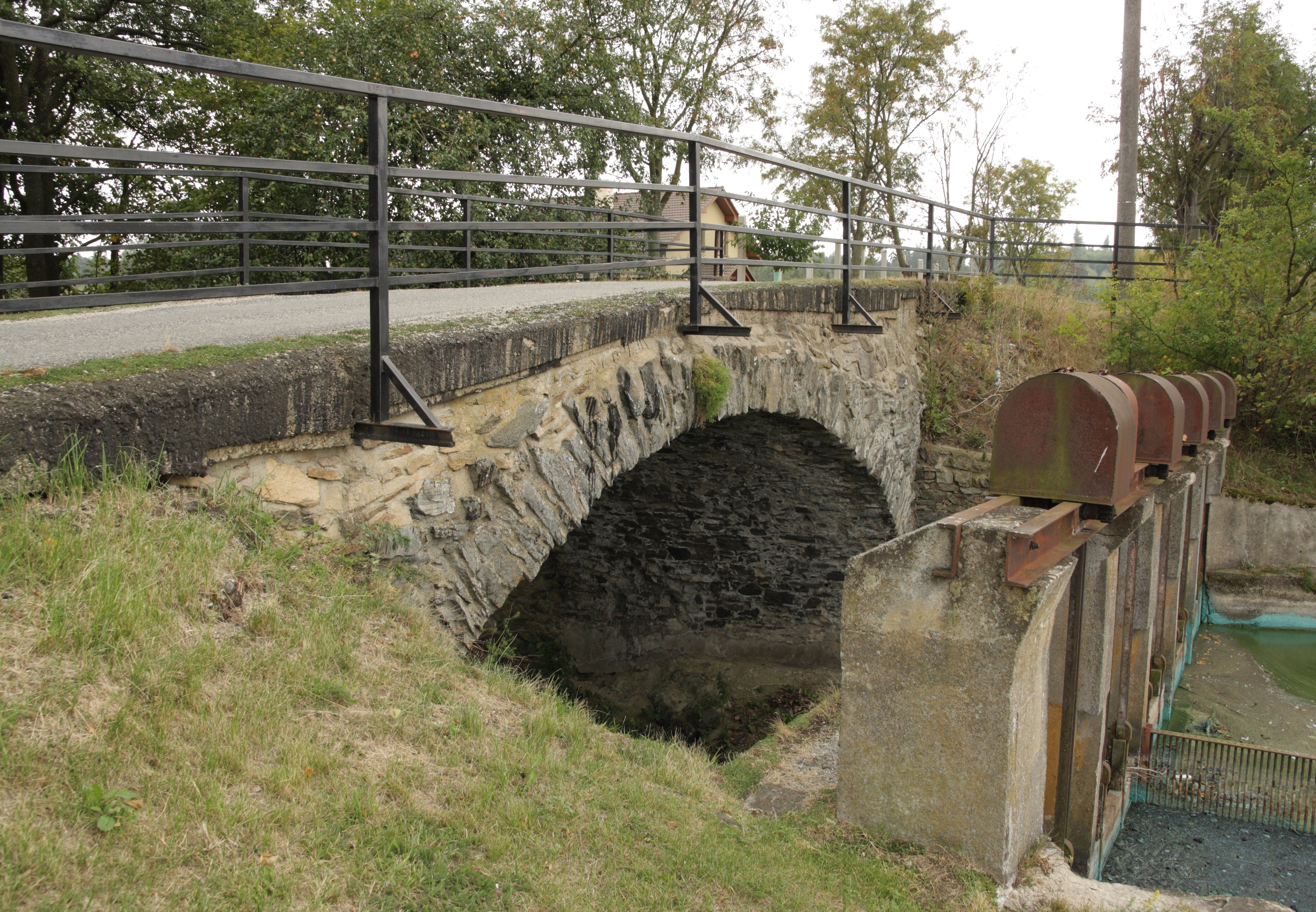
Stavědlo v hrázi Dolnolibochovského rybníka před mostem
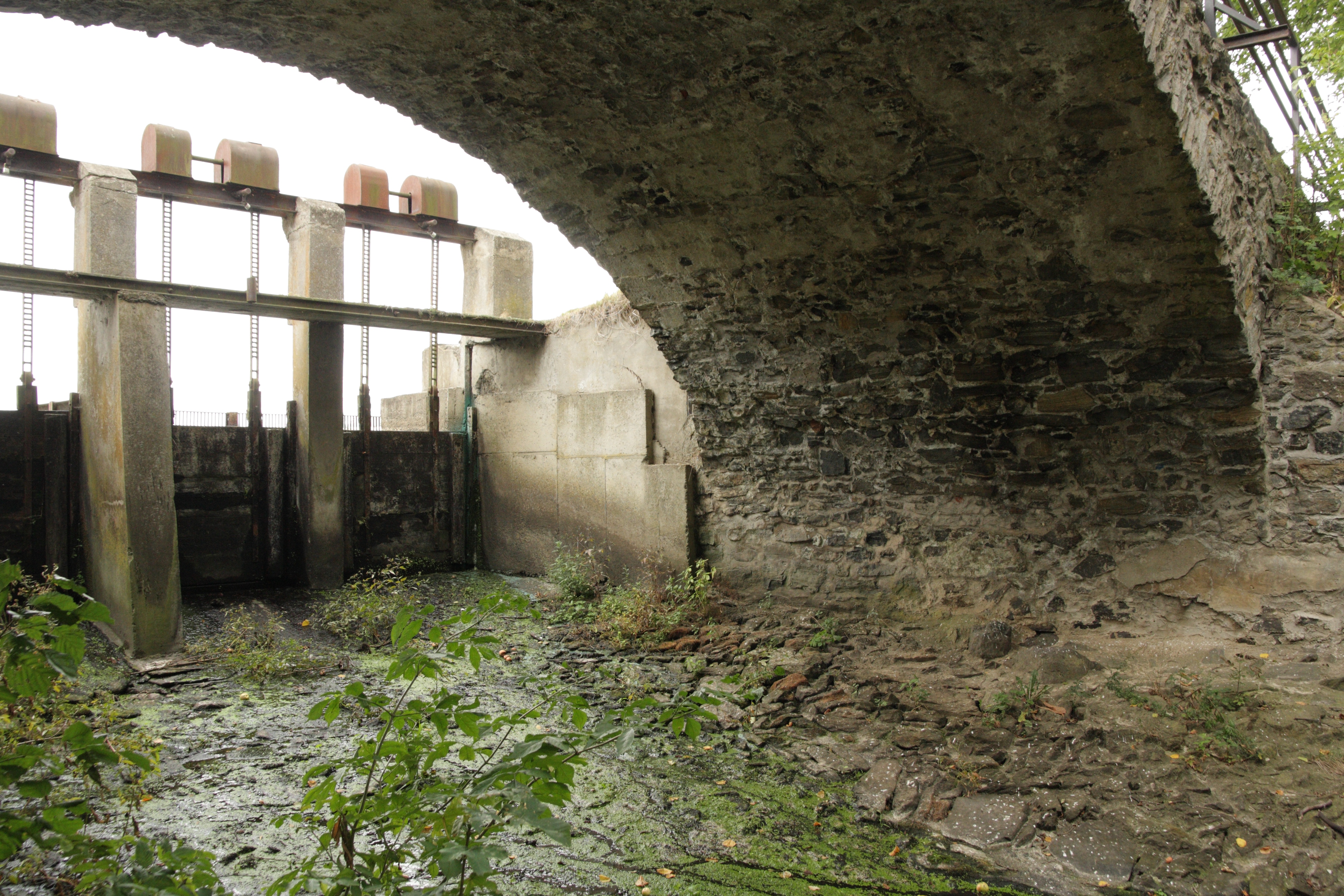
Most v hrázi